# Brian Cox

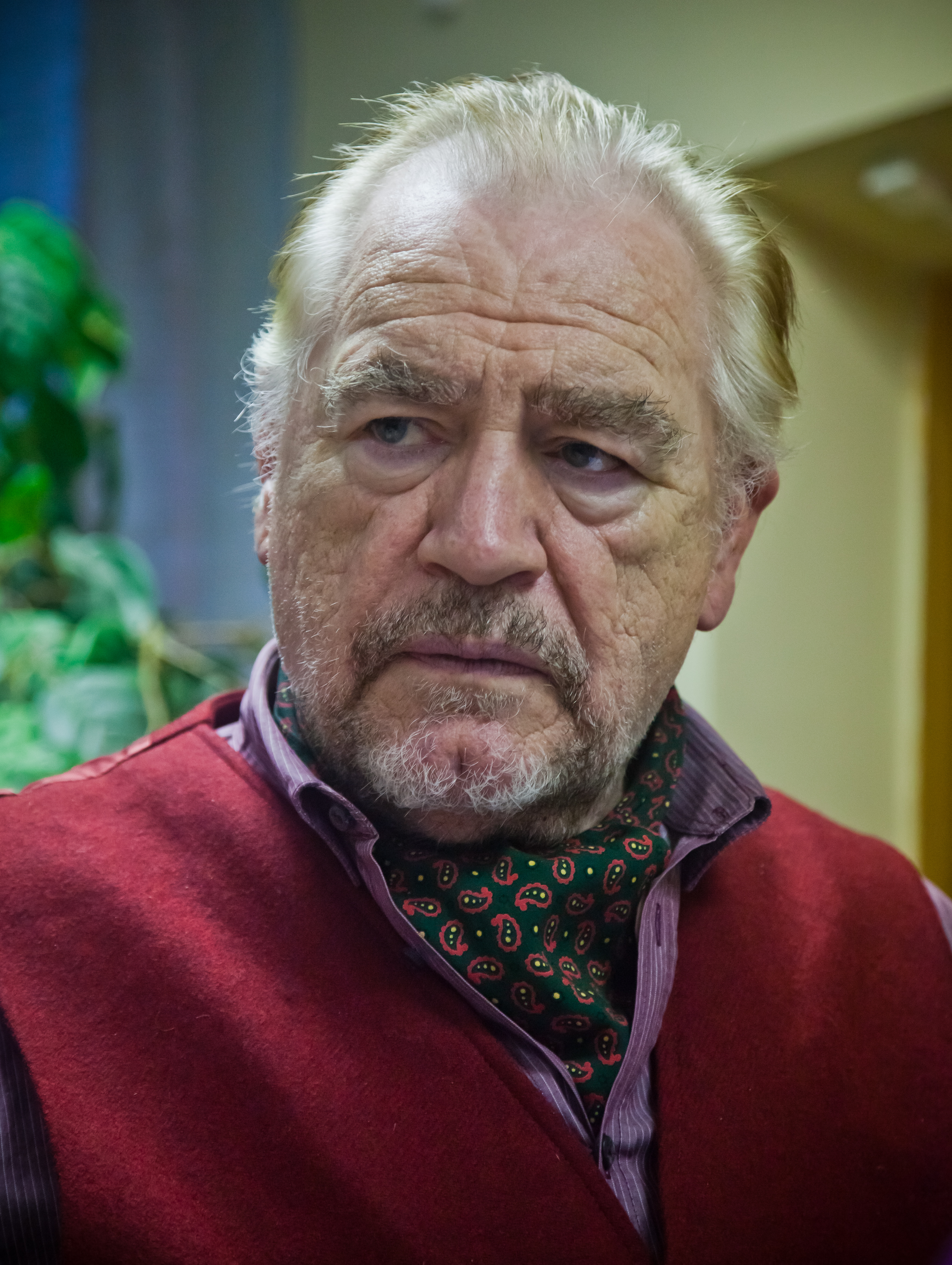
Brian Cox (2016)

Brian Denis Cox CBE (* 1. Juni 1946 in Dundee, Schottland) ist ein schottischer Schauspieler.

## Leben
Cox wurde in Dundee geboren und wuchs dort auf. Er ist das jüngste von fünf Kindern und wurde hauptsächlich von seinen älteren Schwestern erzogen, da seine Mutter regelmäßig unter gesundheitlichen Problemen litt. Sein Vater, ein Fleischer, starb, als Cox acht Jahre alt war. Bereits im Alter von vierzehn Jahren war er Mitglied einer aktiven Theatergesellschaft in seiner Heimatstadt.
Später studierte er Schauspiel an der Londoner Academy of Music and Dramatic Art und machte sich am Theater und im britischen Fernsehen einen Namen. Nach zahllosen Auftritten über viele Jahre hinweg – am bekanntesten sein Auftritt als Hannibal Lecter (im Film als Lecktor ausgewiesen) in Blutmond, bevor fünf Jahre später Anthony Hopkins in dieser Rolle zur Legende wurde – wurde er Mitte der 1990er Jahre durch Nebenrollen in den Filmen Rob Roy und Braveheart bekannt. Im letztgenannten Film spielte er Argyle Wallace, den Onkel der Filmhauptfigur William Wallace.
In der Folgezeit wurde Cox in vielen Filmen als Bösewicht bzw. als zwielichtiger Charakter im Hintergrund besetzt: er spielte den undurchsichtigen Richard Morgan in Ring, den machtgierigen König Agamemnon in Troja, den Mutantenhasser William Stryker in X-Men 2, Reichsmarschall Hermann Göring in Nürnberg – Im Namen der Menschlichkeit und den korrupten CIA-Mann Ward Abott in Die Bourne Identität und Die Bourne Verschwörung. Einen großen künstlerischen Achtungserfolg erlangte er 2001 durch seine Darstellung eines Pädophilen in dem Film L.I.E. – Long Island Expressway.
In der Serie Succession spielt Cox den Medienmogul Logan Roy, dessen vier Kinder um seine Erbfolge ringen, eine moderne Fassung des Königsdramas King Lear. Der Patron stammt, anders als im ursprünglichen Skript, ebenfalls aus Dundee; Cox gibt ihn aber aufgrund seiner klassischen Ausbildung mit Shakespeare, gemäß der man sich abseits der Bühne oder des Sets von seiner Rolle lösen müsse. Das führte zu Kontroversen mit dem jüngeren Kollegen Jeremy Strong, der als Anhänger des Method Acting in die Rolle des Sohnes Kendall Roy schlüpfte und sie auch auf dem Set lebte. Die Serie gewann 2020 und 2022 den Emmy Award und den Golden Globe als beste Dramaserie. Cox bekam 2020 den Golden Globe als bester Schauspieler in einer Dramaserie, unterlag aber beim Emmy seinem Kollegen Jeremy Strong. 
Am Neujahrstag 2002 wurde Cox von der britischen Königin zum Commander of the British Empire ernannt.
Cox ist Diabetiker. Er ist mit der Schauspielerin Nicole Ansari verheiratet, mit der er zwei Kinder hat. Die Familie lebt derzeit in New York City. Aus erster Ehe ist er Vater von zwei Kindern, darunter sein Sohn Alan Cox, der ebenfalls Schauspieler ist.

## Filmografie (Auswahl)
- 1971: Nikolaus und Alexandra (Nicholas and Alexandra)
- 1984: Johannes Paul II. – Sein Weg nach Rom (Pope John Paul II.)
- 1986: Manhunter – Roter Drache (Manhunter)
- 1991: The Lost Language of Cranes (Fernsehfilm)
- 1993: Die Scharfschützen (Major Michael Hogan)
- 1993: Inspektor Morse, Mordkommission Oxford (Inspector Morse, Fernsehserie, 1 Folge)
- 1994: Iron Will – Der Wille zum Sieg (Iron Will)
- 1995: Braveheart
- 1995: Rob Roy
- 1996: Außer Kontrolle (Chain Reaction)
- 1996: Glimmer Man (The Glimmer Man)
- 1996: Dark Journey (Scorpion Spring)
- 1996: Tödliche Weihnachten (The Long Kiss Goodnight)
- 1996: Witness Against Hitler (Fernsehfilm)
- 1997: … denn zum Küssen sind sie da (Kiss the Girls)
- 1997: Der Boxer (The Boxer)
- 1998: Desperate Measures
- 1998: Rushmore
- 1999: Corruptor – Im Zeichen der Korruption (The Corruptor)
- 1999: The Minus Man
- 2000: Nürnberg – Im Namen der Menschlichkeit (Nuremberg)
- 2001: L.I.E. – Long Island Expressway (L.I.E.)
- 2001: Strictly Sinatra
- 2001: Das Halsband der Königin (The Affair of the Necklace)
- 2001: Super Troopers – Die Superbullen (Super Troopers)
- 2002: Frasier (Fernsehserie, zwei Folgen)
- 2002: 25 Stunden (25th Hour)
- 2002: Adaption – Der Orchideen-Dieb (Adaptation.)
- 2002: Die Entscheidung – Eine wahre Geschichte (The Rookie)
- 2002: Die Bourne Identität (The Bourne Identity)
- 2002: Ring (The Ring)
- 2003: The Reckoning
- 2003: X-Men 2 (X2)
- 2004: Die Bourne Verschwörung (The Bourne Supremacy)
- 2004: Get the Picture
- 2004: Troja (Troy)
- 2005: A Woman in Winter
- 2005: Dabei sein ist alles (The Ringer)
- 2005: Match Point
- 2005: Red Eye
- 2006: Flying Scotsman – Allein zum Ziel (The Flying Scotsman)
- 2006: Burns
- 2006: Krass (Running with Scissors)
- 2007: Zodiac – Die Spur des Killers (Zodiac)
- 2007: Terra
- 2007: Mein Freund, der Wasserdrache (The Water Horse: Legend of the Deep)
- 2008: Red
- 2008: The Escapist – Raus aus der Hölle (The Escapist)
- 2008: The Color of Magic – Die Reise des Zauberers (Fernsehfilm, Stimme für Erzähler)
- 2008: Trick ’r Treat – Die Nacht der Schrecken (Trick ’r Treat)
- 2009: Das schwarze Herz (Tell-Tale)
- 2009: Ein gutes Herz (The Good Heart)
- 2009: Agatha Christie’s Marple (Fernsehserie, 1 Folge)
- 2009: The Take – Zwei Jahrzehnte in der Mafia (The Take, Miniserie)
- 2010: As Good As Dead
- 2010: R.E.D. – Älter, Härter, Besser (RED – Retired Extremely Dangerous)
- 2011: Coriolanus
- 2011: Gangsters (Edwin Boyd: Citizen Gangster)
- 2011: Ironclad – Bis zum letzten Krieger (Ironclad)
- 2011: The Veteran
- 2011: Planet der Affen: Prevolution (Rise of the Planet of the Apes)
- 2012: Die Qual der Wahl (The Campaign)
- 2012: A Touch of Cloth (Fernsehserie)
- 2012: Blood – You Can’t Bury The Truth (Blood)
- 2013: R.E.D. 2 (RED 2)
- 2013: Mindscape
- 2013: Der Fluch des Edgar Hoover (La malédiction d’Edgar, Fernsehfilm)
- 2014: Mord auf Shetland (Shetland, Fernsehserie, 2 Folgen)
- 2014: Anomaly – Jede Minute zählt (The Anomaly)
- 2015: Pixels
- 2015: Forsaken
- 2016: Das Morgan Projekt (Morgan)
- 2016: The Autopsy of Jane Doe
- 2016: Die Medici – Herrscher von Florenz (I Medici, Fernsehserie)
- 2016: Krieg und Frieden (War And Peace, Fernsehserie, 4 Folgen)
- 2016: Shakespeare für Anfänger (The Carer)
- 2016: Penny Dreadful (Fernsehserie, 2 Folgen)
- 2017: Churchill
- 2018: Das etruskische Lächeln (The Etruscan Smile)
- 2018: Super Troopers 2
- 2018–2023: Succession (Fernsehserie)
- 2019: Strange But True
- 2021: Separation
- 2023: 007: Road to a Million
- 2024: Ein klitzekleines Weihnachtswunder (That Christmas, Stimme)
- 2024: Der Herr der Ringe: Die Schlacht der Rohirrim (The Lord of the Rings: The War of the Rohirrim, Stimme)
- 2025: The Electric State (Stimme)

## Werke
- Putting the Rabbit in the Hat. Quercus, London 2021, ISBN 978-1-5294-1649-7.